# Черен дроб
Черен дроб (на старогръцки: ήπαρ, hepar) е най-голямата по устройство паренхиматозна жлеза в тялото на гръбначните, включително при човека. Представлява жизнено-важен орган от храносмилателната система, който играе значителна роля в метаболизма и изпълнява редица функции в тялото, включително дезинтоксикация, складиране на гликоген, синтез на плазмени белтъци и производство на биохимични вещества нужни за храносмилането. В него се синтезира и жлъчка, която е важна за храносмилането. Медицинските термини, свързани с черния дроб, често започват с хепато-, което идва от гръцката дума за черен дроб хепар (ήπαρ).

## Анатомично устройство
Черният дроб е най-големият (след кожата), морфологично и функционално най-комплексен орган. Представлява орган с мека консистенция с тъмнокафяв цвят. При сукалчета цветът му е с жълтеникав оттенък. Теглото му е около 2,5% от общото телесно тегло, но големината и масата му показват съществени възрастови и видови различия. По форма той е плосък, асиметричен орган, който лежи непосредствено под диафрагмата при човека и зад диафрагмата при гръбначните животни. Разположен е в дясната горна или предна област на корема. Повърхността му, която допира диафрагмата, е изпъкнала и се нарича facies diaphragmatica. Противоположната на нея е неправилно вдлъбната и насочена към органите. Нарича се facies visceralis и по нея се наблюдават отпечатъци от съседно лежащите органи. Според класическите анатомични разбирания черният дроб се разделя условно на два по-големи лоба (ляв и десен) и други два по-малки (лобус квадратус и лобус каудатус). Отвън черният дроб е обвит от серозна ципа, която прескача върху съседните на него органи и го свързва както с тях, така и с коремната стена. Формата му се поддържа от съединителнотъканна капсула, която лежи под серозата. От нея се отделят множество съединителнотъканни прегради, наречени септи. Навлизат във вътрешността на черния дроб и образуват т.нар. интерстициум. Предназначението му е да служи за опора и представлява място, по което преминават кръвоносните съдове, нервите и жлъчните канали. Между септите са разположени чернодробни клетки, които по съвкупност образуват паренхима на органа.
Кръвоснабдяването му е уникално. Чрез долната празна вена и вена порте той получава богата на хранителни вещества кръв. Необходимата за неговата собствена функция, богата на кислород кръв, черният дроб получава от чернодробната артерия. Тези кръвоносни съдове влизат в черния дроб през т.нар. чернодробна врата, където също са разположени и жлъчните пътища, чрез които жлъчката се доставя за съхранение до жлъчния мехур. От него жлъчката достига до тънките черва чрез общия жлъчен канал.
Основната физиологична единица на черния дроб е чернодробното делче, в центъра на което се намира централната веничка. Делчето има неправилна призматична форма с диаметър 1 - 2,5 mm. Чернодробните клетки в него са разположени лъчисто или във вид на върви. Между тях има венозни капиляри, наречени синусоиди. В тях със сфинктери се откриват крайните разклонения на порталната вена (vena portae) и на чернодробната артерия (arteria haepatica). Чернодробната вена носи венозна кръв, представляваща около 70 – 75% от кръвта, преминаваща през черния дроб, същата идва от капилярите на червата, далака и панкреаса. Чернодробната артерия носи около 25% от общата кръв на черния дроб и е артериална. Така в органа преминава артериална (нутритивна) и венозна (функционална) кръв.
 От синусоидите на чернодробното делче кръвта преминава отново чрез сфинктери към капиляри. Същите се обединяват в 5 - 8 вени, които се вливат в задната празна вена, която носи кръвта към сърцето. Линейната скорост на кръвта е много малка и това благоприятства и поддържа интензивния характер на метаболитните процеси, които протичат в черния дроб.
Чернодробните клетки се наричат хепатоцити. Това са клетки с многоъгълна форма и кълбовидни ядра. Около 20% от тях са двуядрени, а при възрастни индивиди при 80% от ядрата може да са полиплоидни. Имат добре развити клетъчни органоиди. Съдържат постоянно променящо се количество клетъчни включения – гликоген, липиди, минерални вещества, витамини. Гликогенът се натрупва след нахранване под формата на звездовидни гранули, а след това се изразходва. В периферните части на допирните повърхности на срещуположнолежащите хепатоцити се образуват десмозомални връзки, а централните са вдлъбнати и образуват тръбичка, наречена жлъчен капиляр. Капилярът няма собствени стени, а се образува от плазмолемата на двата хепатоцита. Хепатоцитите образуват жлъчния секрет, отделят го в капилярчето и с процеса на обратна резорбция го сгъстяват допълнително.
По-доброто опознаване анатомията на този орган позволява за трансплантиране да се използват и отделни негови сегменти. Това дава голям тласък за извършване на чернодробна трансплантация при децата и най-малките кърмачета.

### Жлъчни изводни канали
Системата от жлъчни пътища в черния дроб започва с най-малките жлъчни капиляри. Самите те нямат собствени стени, а се намират между долепените чернодробни клетки. Преминават в интралобуларната съединителна тъкан. При излизането от чернодробното делче се вливат в жлъчни каналчета. Между делчетата те формират ductuli interlobulares, а по-нататък преминават в ductuli biliferi. От тях вътре в органа се образуват по-големи канали, които при porta hepatis се вливат в един общ чернодробен канал, наречен ductus hepaticus communis. Към него се присъединява изводният канал на жлъчния мехур, при което образуваният общ канал се нарича главен жлъчен канал (ductus choledochus). Той завършва в дванадесетопръстника с лигавично възвишение (papila duodeni major). Краят на жлъчния канал притежава пръстеновиден мускул, който едновременно обхваща и края на панкреатичния канал. При повечето видове жлъчните сокове се съхраняват временно в жлъчния мехур, като от там напускат органа и се изливат в храносмилателния тракт. При много видове животни, основно птици, липсва жлъчен мехур, а образуваната течност директно се излива в дванадесетопръстника.

## Ембрионален произход
Чернодробната заложба се получава от първичното черво в областта на началната част на залагащия се дванадесетопръстник. Той се появява като торбовидно образувание в долната част на червото и нараства напред и надолу. Образува се от ендодермални клетки, покрити с висцерална мезодерма. В процеса на растеж на заложбата се наблюдава разделяне на две части. Предната pars hepatica се развива в същинския черен дроб, а задната pars cystica се развива в жлъчен мехур. Ендодермалните клетки на pars hepatica нарастват интензивно и образуват радиерно разположени вървовидни образувания. Това са предшественици на чернодробните плочки. В развиващата се чернодробна заложба навлизат и се разклоняват пъпно-мехурните чревни вени (vv.omphalomesentericae), които довеждат кръв от пъпния мехур към развиващия се орган. Със закърняването на пъпния мехур закърняват и пъпно-мехурните чревни вени, а клоновете им се преобразуват в клонове на новообразуваната портална вена (v.portae). От висцералната мезодерма прораства мезенхим, който придружава съдовата мрежа и очертава в различна степен чернодробните делчета и дялове. В резултат на ембрионалното диференциране черният дроб остава свързан с тънкото черво само чрез изводния си канал. На определен етап от ембрионалното развитие в черния дроб се образуват кръвни островчета. Това е струпване на мезенхимни клетки, които вземат участие в кръвотворната функция. От ендотелните клетки на кръвните островчета се поставя началото на развитието на съдовата система в органа.

## Функция
Съществуват повече от 400 жизненоважни функции на черния дроб. Основните са: обменна, храносмилателна, екскреторна, терморегулаторна, резервоарна, хемолитична функция, детоксична и други.

### Обменна
Черният дроб участва в междинната обмяна на основните органични хранителни вещества, обмяната на витамините и минералните елементи.

#### Регулация на въглехидратния метаболизъм
При процесите на гликогенеза (синтез на гликоген от въглехидратни субстанции от D-глюкоза и фруктоза, галактоза или маноза), гликонеогенеза (синтез на гликоген от невъглехидратни вещества – аминокиселини, пропионова киселина, лактат и други) и гликогенолиза, черният дроб поддържа динамично равновесие на захарния баланс в организма. Постъпилите от храносмилателния тракт въглехидратни субстанции се превръщат в гликоген. Съдържанието на активната субстанция в черния дроб може да достигне до 18% от масата му. При по-усилено усвояване на глюкозата от клетките и тъканите на тялото и намаляване на съдържанието и в кръвта по нервно-хуморален път се стимулира гликогенолизата, а се потиска гликогенезата в чернодробната тъкан. Ако процесът не е в състояние да регулира кръвно-захарното съдържание се засилва гликонеогенезата в черния дроб. По отношение на въглехидратния метаболизъм съществува функционална връзка между черния дроб и мускулите. Зависимостта се засилва особено много, в случаите когато организмът извършва усилена мускулна дейност. В резултат на мускулното съкращение се отделя млечна киселина. Тя се отнася по кръвен път до черния дроб и се включва в синтезата на гликоген. Образуваната глюкоза попада отново в кръвта и се включва отново в мускулния метаболизъм като източник на нова млечна киселина. Глюкостатичната функция се регулира по нервно-хуморален път с участието на редица хормони. Хормоните на надбъбречната жлеза (адреналин и кортикостероиди), на панкреаса (глюкагон), на щитовидната жлеза (тироксин) и на аденохипофизата (соматотропин) повишават съдържанието на кръвната захар. Хормонът инсулин отделян от панкреаса намалява кръвната захар. Нормално хормоните с противоположно действие се намират в относително равновесие. Ако приеманата храна е бедна на въглехидрати се повишава отделянето на кортикостероиди, в резултат на което се стимулира синтезата на въглехидрати от невъглехидратни вещества.

#### Регулация на белтъчната обмяна
Черният дроб участва в образуването на плазмените колоиди, метаболизирането на аминокиселините и на образуване на карбамид. Плазмените колоиди се синтезират в черния дроб. Трансформацията на белтъчините в органа е интензивен процес. В органа се съдържат белтъци, които служат за резерв на организма и се използват в случаите, когато с храната постъпва ограничено количество белтъчини. Аминокиселините, които постъпват от храносмилателния тракт претърпяват съществени изменения. Една част от тях се дезаминират, а от образуваните кетокиселини се използват в различни биохимични цикли като окисляване на пирогроздената киселина, синтеза на глюкоза и гликоген, трансаминиране и други. При дезаминирането на аминокиселините в черния дроб се образува амоняк, който с помощта на ензима аргиназа се разгражда до карбамид в орнитиновия цикъл.

#### Регулация на обмяната на мазнините
В черния дроб се депонират значителни количества мазнини (около 15%) под формата на неутрални мазнини. Холестеролът, който е структурен липоид, се съдържа в черния дроб и се използва в синтезата на жлъчни киселини и някои стероидни хормони. Заедно с жлъчката се отделя в червата, откъдето една част се изхвърля навън, а друга част се резорбира обратно. В черния дроб се окисляват до 60% от мастните киселини, които се резорбират в храносмилателния тракт или са образувани в резултат на липолизата на чернодробните клетки. Процесът на окислително разграждане се изразява в окисляване на втория въглероден атом след карбоксилната група. Така се получават мастни киселини и оцетна киселина.

#### Витамини
Витамините B1, B2, B12, C, K и други участват в метаболитните процеси, които протичат в черния дроб. Витамините А, В, Е, РР и други се натрупват в значително количество спрямо клетки на други органи и системи в тялото. По този начин черният дроб изпълнява роля на депо, което при нужда отделя необходимите количества за организма. Новородените имат значително по-ниски нива на витамини в органа. Особено силно това се наблюдава при витамин А, който след раждане бързо се натрупва благодарение на коластрата.

#### Регулация на минералната обмяна
Подобно на витамините органът депонира и значителни количества макроелементи – желязо, мед, магнезий, цинк, и микроелементи – манган, кобалт, молибден, като осигурява постоянен приток на елементи в кръвта. Това е от особено значение за поддържане на водно-солевия баланс на организма. Например желязото се намира под формата на феритин, който чрез кръвта като трансферин се отнася до костния мозък. Тук се използва при синтезата на хемоглобин.

#### Роля в ендокринната регулация
Черният дроб, който депонира и синтезира холестерол, е основен фактор за производството на стероидни хормони от жлезите с вътрешна секреция. Освен това той инактивира редица хормони, като се свързват с глюкороновата или сярната киселина в чернодробните клетки. Освен тях се инактивират и някои други биологично активни вещества, като серотонин, хистамин, катехоламини, вещества, опосредстващи действието на хормоните.

### Храносмилателна
Чрез образуваната в него жлъчка, участва в храносмилането, резорбцията и усвояването на мастите в червата, някои витамини (вит. А, D, Е, К), както и на имуносупресорите, които трансплантираните приемат. Когато притокът на жлъчка намалее или бъде изцяло преустановен поради заболяване, всмукването на мазнините и витамините А, D, Е и К се нарушава. Липсата на витамин D уврежда строежа на костите, те стават лесно чупливи. Витамин К е от първа необходимост за съсирването на кръвта. Липсата му причинява лесно и дълготрайно кървене.

### Екскреторна
Посредством жлъчния сок от организма се екскретират редица продукти на обмяната на веществата, като пигменти и киселини. Някои от тези вещества се намират в кръвта и са свързани с плазмените колоиди или са неразтворими във вода. В тази форма те трудно се отделят от организма. С помощта на черния дроб те се свързват с глюкороновата киселина, превръщат се в разтворими във вода и се отделят с жлъчката.

### Терморегулаторна
Черният дроб е един от органите, в който протичат интензивни метаболитни процеси. Поради тази причина той взима пряко участие в поддържането на изотермията на организма. Така например при намаляване на външната температура по нервно-хуморален път се стимулират метаболитните процеси в паренхима на органа и телесните тъкани. Обратно, при повишаване на температурата се намалява топлообразуването.

### Резервоарна функция
По време на ембрионалното развитие черният дроб е мощен кръвотворен орган. През този период той е най-обемистият орган, който заема голяма част от коремната кухина. През него преминава кръвта от стомаха, червата, панкреаса и далака. В органа се задържа около 20% от кръвта на организма като изпълнява роля и на кръвно депо. Като резервоар органът играе роля на регулатор на венозното кръвообращение.

### Хемолитична функция
Хемолитична функция се изразява във факта, че значително количество от остарелите червени кръвни телца се разграждат от купферовите клетки на черния дроб. При разрушаването на формените елементи се отделя хемоглобин, който допълнително се разгражда на желязо, белтъка глобин и пигмента биливердин. В кръвта биливердинът се превръща в кръвен билирубин. Той се свързва с плазмените колоиди и нормално преминава през бъбречния филтър. Хемобилирубинът, който попадне в чернодробните клетки, се превръща в холебилирубин, който с жлъчката попада в дванадесетопръстника. Под действието на чревната микрофлора последният се превръща в стеркобилиноген и стеркобилин. Една част от тях се изхвърля с изпражненията като придава характерния им цвят. Друга част от стеркобилиногена се резорбира отново и по кръвния ток се отнася до черния дроб. Тук се разгражда и превръща в дипироли. Друга част се превръща в билирубин и отделя с жлъчката, а трета част под формата на уробилин и уробилиноген се отделя с урината.

### Детоксична
Изразява се в обезвреждане на редица токсични продукти, образувани при обмяната на веществата. Такива са амоняк, фенол, индол, скатол, стероиди и други. В чернодробните клетки тези токсини се подлагат на естерифициране, окисление, редукция, метилиране, хидролиза и други биохимични процеси. Така се превръщат в безвредни за организма продукти.

### Други функции
- Някои синтезирани в черния дроб протеини играят централна роля в процесите на съсирването на кръвта.
- Черният дроб участва в борбата с инфекциите и в частност с тези от тях, чиято входна врата са червата.
- Черният дроб е единственият орган в човешкото тяло, който има способността да саморегенерира. При приемане на големи количества алкохол и лекарства се нарушава клетъчният метаболизъм. При човека ензимът алкохолдехидрогеназа играе главната роля при разграждането на поетия алкохол и абсорбирането му от кръвта. При поемане на големи количества алкохол, ензимът алкохолдехидрогеназа не може да се справи, получават се отлагания по стените на черния дроб, наречени стеатоза. Чернодробната стеатоза (Steatosis hepatis) представлява натрупване на неемулгирани мастни киселини в чернодробната клетка (хепатоцит) и е най-често срещаното функционално нарушение в метаболитната функция на черния дроб, вследствие на диетични грешки. Чернодробната стеатоза ехографски се визуализира като нехомогенна хиперехогенна структура (хиперехогенен ехографски аспект). Чернодробната стеатоза като функционално нарушение се лекува с диета, намаляваща мазнините и алкохола, пектин и рибено масло. При неограничение на мастния прием, алкохолната консумация и непроменянето на начина на живот като цяло може да се стигне до т.нар. неалкохолен стеатозен хепатит, който параклинично се изявява с раздвижени трансаминази и повишени ГГТ и АФ. Клинично се проявява с астено-адинамия, горно-диспептичен синдром, тежест и тъпа болка в дясното подребрие, рядко субиктер и иктер.

## Заболявания на черния дроб
Черният дроб поддържа почти всеки орган в организма и е от жизненоважно значение за оцеляването му. Поради стратегическото си местоположение и многоизмерни функции органът е склонен и към много болести. Много от заболяванията на черния дроб се придружават от жълтеница. Тя се причинява от повишените нива на билирубин в кръвта. Билирубинът се образува при разпадането на хемоглобина на еритроцитите, черният дроб го преработва и изхвърля чрез жлъчката.
Класическите признаци на увреждане на черния дроб биват:
- Светли изпражнения. Дължи се на липсата на стеркобилин, пигмент, който се появява в резултат на разграждането на билирубина.
- Потъмняване на урината. Дължи се на наличието на билирубин в урината.
- Натрупване на билирубин под кожата. Причинява се силен сърбеж.
- Подуване на корема, глезените и стъпалата. Дължи се на невъзможността на черния дроб да произвежда албумин.
- Прекомерна умора. Възниква в резултат на общата загуба на хранителни вещества, минерали и витамини.
- Кръвоизливи. Черният дроб продуцира вещества, които участват при кръвосъсирването. В резултат на увреждането на органа те не се произвеждат и количеството в кръвта е намалено.[5]

Сред най-често срещаните заболявания на органа са:
- Инфекциозни заболявания – хепатит А, B, C, E, Треска от долината Рифт, Ебола, вирус на Епщайн – Бар, инфекциозна мононуклеоза, Лептоспироза, Ку-треска. Инфекции с Entamoeba histolytica, туберкулоза.
- Цироза. Хронично прогресивно заболяване на черния дроб. Характеризира се с нарушения на делчестата структура, нарастване на съединителна тъкан и патологична регенерация на тъканта. Проявява се с функционална недостатъчност и хипертензия.[6] Сред причините за поява на заболяването е хроничния алкохолизъм, вирусен хепатит, наличие на чернодробни паразитози.
- Рак на черния дроб. Тежко заболяване, причина за смъртта на милиони хора. Сред причините за възникването му са цирозата, вирусни хепатити B и C, паразитни инвазии, злоупотреба с алкохол, контакт с някои канцерогенни микотоксини и други вредни за органа вещества.
- Хемангиоми на черния дроб. Аномално развитие на съдовете в черния дроб.
- Непаразитни кисти. Признаците се появяват късно едва след като кистата достигне големи размери. Тя нараства и предизвиква атрофия на съседната чернодробна тъкан.
- Паразитни кисти на черния дроб. Те са в резултат на хидатидна ехинококоза – тежко паразитно заболяване, развиващо се в резултат на опаразитяване и растеж на цестода Echinococcus granulosus.
- Други паразитни инвазии. Клонорхоза, пписторхоза, фасциолоза, малария, токсоплазмоза, лайшманиоза, шистозомиаза, мигриращи ларвни форми на нематоди.

## Културни връзки
В древногръцката митология за това че е дал огъня на простосмъртните, Прометей е наказан от боговете, като е завързан за скала и всеки ден лешояд (или орел) изкълвава черния му дроб, който през нощта се възстановява. Много древни народи от Близкия Изток и Средиземноморието са имали жреци наречени харуспекси, които практикували предсказване на бъдещето по вътрешните органи на жертвени животни, включително и по техния черен дроб. Според Платон и по-късни физиолози черният дроб е мястото, в което се събират тъмните сили на организма и по-специално гняв, ревност и алчност. В еврейския Талмуд (трактат Berakhot 61б) черният дроб е смятан за мястото, което крие гнева, а жлъчният мехур му противодейства.
На персийски, урду и хинди думата за черен дроб (جگر или जिगर или jigar) се свързва с мъжество и сила или най-добрите човешки качества. Изразът „jan e jigar“ се превежда дословно като „силата на черния ми дроб“ и на урду има значение като знак за изразяване на силна обич. В персийския се използва жаргонно – думата „jigar“ в случая се използва като прилагателно, особено от жените за обекти, които са привлекателни и желани от тях. На езика зулу думата за черен дроб „isibindi“ има двуяко значение и означава също и мъжество и сила.

## Като храна
Черният дроб на животните е субпродукт при клането им. Той е част от ливера, който се образува още от бял дроб, сърце, диафрагма, трахея и хранопровод. В кланичното производство той се класифицира като червена карантия, към която допълнително спадат глави, опашки, тестиси, бъбреци, диафрагми, езици, сърца и бял дроб. Най-често за храна се ползва черен дроб от свине, птици, телета, агнета и ярета. При кланичен преглед не се допускат за консумация органи с деструктивни изменения и масови опаразитявания с ехинококови мехури или паразитни ходове на мигриращи ларви на нематоди. Ето защо от тревопасните животни ценни за консумация са органите, добити от млади животни. При клане внимателно се отделя жлъчният мехур от черния дроб, като се внимава да не се разкъса. В противен случай жлъчните сокове контаминират органа и придават горчив вкус при кулинарната обработка. Пилешкият дроб и сърцата са диетични храни. Поради относително ниското съдържание на калории, те могат да се консумират при отслабване. Тези карантии се препоръчват и по време на бременност поради наличието на желязо, което предотвратява риска от анемия и витамини, необходими за развитието на плода.
Черният дроб и жлъчката, образувана в него, се използват и за приготвянето на различни технически и лекарствени продукти. Освободен от съединителна тъкан, лимфни възли и жлъчен мехур се получават екстракти, от които се произвеждат различни противоанемични средства. От жлъчката се добива холова киселина, която се използва за различни индустриални цели. Използва се жлъчка добита от едри преживни животни и свине.
В различните национални кухни и култури се консумира приготвен по различен начин. Консумацията обикновено е след термична преработка в резултат на варене, пържене, печене, паниране. С малки изключения в азиатската кухня се използва и сурово-сушен. Широко разпространен е методът на приготвяне на чернодробни пастети, добит от различни животни, консервиран в различни търговски опаковки. Във френската кухня представлява деликатес, т.нар „пастет от гъши дроб“ добит от патици, които в последните седмици от отглеждането си преминават през период на принудително интензивно хранене, наречен „гушене“ (в хранопровода на птицата се вкарва варена царевица със сонда, етичността на което се оспорва). При този метод черният дроб нараства значително, вследствие на отлагането на мазнини в него (стеатоза) и добива специфичен вкус. В българската кухня черният дроб се приготвя по различни начини, но винаги си консумира след термична преработка. Сред най-известните ястия, в които се слага черен дроб, са дроб сарма, бахур, обикновено се приготвя пържен с лук. В някои райони на страната при клане на коледно прасе нарязан черен дроб се завива в оментум (було) като сарми и се пече на фурна.